# Alien
Alien è un film del 1979 diretto da Ridley Scott.
Capostipite di un fortunato media franchise, nonché di libri, fumetti e videogiochi, è considerato uno dei migliori film del regista Ridley Scott, nonché tra i capolavori della storia del cinema di fantascienza. Le vicende ruotano attorno a una specie aliena che nella storia viene identificata con la generica definizione xenomorfa, costituita da feroci predatori dotati di intelligenza ma incapaci di provare emozioni, che si riproducono come parassitoidi annidandosi nei corpi di altri esseri viventi provocandone la morte.
Alien ha avuto tre sequel, tutti con Sigourney Weaver come protagonista: Aliens - Scontro finale (1986), Alien³ (1992) e Alien - La clonazione (1997). Sono stati, inoltre, prodotti due film crossover collegati con un altro franchise, Predator, chiamati rispettivamente, Alien vs. Predator e Aliens vs. Predator 2. Nel 2012 è uscito Prometheus, un prequel ambientato nello stesso universo, seguito nel 2017 da Alien: Covenant, mentre nel 2024 è uscito Alien: Romulus (un midquel ambientato durante gli eventi tra il primo e secondo film).
Nel 2002 il film è stato selezionato per la conservazione nel National Film Registry degli Stati Uniti dalla Biblioteca del Congresso come "culturalmente, storicamente o esteticamente significativo".

## Trama
(Tagline del film)
Anno 2122. Il rimorchiatore spaziale Nostromo è in viaggio di ritorno verso la Terra dal pianeta Thedus con un carico di petrolio che viene raffinato da una gigantesca piattaforma durante il viaggio. L'equipaggio, in stato di ipersonno, è formato da cinque uomini e due donne, ossia il capitano Arthur Dallas, il vice Thomas Kane, l'ufficiale scientifico Ash, il capo-tecnico Dennis Parker, il suo collega Samuel Brett, più il tenente Ellen Ripley, la navigatrice Joan Lambert e Jones, un gatto americano a pelo corto rosso chiamato comunemente Jonesy. 
MOTHER, il computer di bordo, riceve improvvisamente un misterioso segnale di soccorso proveniente dal satellite naturale di un pianeta sconosciuto e risveglia gli occupanti. L'equipaggio, alquanto riluttante, è obbligato ad adempiere alla procedura di indagine, pena la perdita dei dividendi. Collocata in orbita la raffineria e atterrati con il rimorchiatore sulla superficie del satellite, Dallas, Kane e Lambert indossano le tute spaziali ed escono in perlustrazione per scoprire l'origine del segnale, mentre Ripley e gli altri membri rimangono a bordo a seguire l'operazione e a riparare i danni subiti dall'astronave durante l'atterraggio. Dopo un breve tragitto, i tre, in avanscoperta, si imbattono in un enorme relitto alieno. Ripley, intanto, nell'operazione di traduzione del segnale, scopre che quella che sembrava essere una trasmissione di soccorso è in realtà una specie di segnale d'allerta; tuttavia, non è in grado di avvertire la squadra che, nel frattempo, è entrata nei resti della nave, dove rinviene il grande cadavere fossilizzato di un extraterrestre con uno squarcio nel petto; in seguito Kane, calandosi nella stiva della nave, trova una moltitudine di strani oggetti simili a uova. Una di queste, però, si apre all'improvviso e ne fuoriesce un parassita alieno che si avvinghia al casco della tuta, sciogliendolo, e attaccandosi quindi al volto. Dallas e Lambert soccorrono il compagno e lo riconducono alla nave.
Ripley, rendendosi conto della pericolosità della situazione, insiste per applicare il protocollo di quarantena, che comporterebbe l'impedire al contaminato di salire sulla navicella, evitando così un eventuale contagio. Su comando di Dallas però Ash li fa entrare a bordo, contravvenendo al regolamento. In seguito Dallas e Ash conducono Kane nella sala medica della nave e analizzano il parassita, scoprendo che questi sta mantenendo Kane in uno stato comatoso; ogni tentativo di rimuoverlo si rivela vano e letale poiché l'alieno, oltre a minacciare di soffocare Kane strangolandolo tramite la sua coda avvolta attorno alla gola, possiede un potentissimo acido corrosivo al posto del sangue. Dopo un certo tempo, il parassita si stacca spontaneamente e viene ritrovato privo di vita. Ultimate le riparazioni, la navetta decolla dal planetoide, tornando alla piattaforma in orbita. La squadra rimane sorpresa nel vedere un Kane del tutto incolume e sveglio, privo di qualsivoglia effetto lasciato dall'alieno. Ormai convinti di aver scampato il pericolo, la squadra si raduna per cena, prima di ritornare in ibernazione e riprendere il viaggio verso la Terra. Durante il pasto, però, Kane inizia a tossire violentemente fino a manifestare forti convulsioni ed emorragie interne: una mostruosa creatura aliena allora fuoriesce dal suo torace causandone la morte, per poi fuggire via all'interno dell'astronave.
Dopo avere espulso il cadavere bendato di Kane nel cosmo, l'equipaggio inizia una disperata caccia all'alieno, utilizzando rilevatori di movimento e girando armati di fucili taser. Quando uno dei tentativi di cattura spaventa accidentalmente Jones, Brett viene incaricato di ritrovare il gatto. Dopo varie ricerche, Brett riesce a trovare il felino nella stiva della nave, ma quest'ultimo è visibilmente spaventato e non intende avvicinarsi a lui nonostante i suoi affettuosi richiami; Brett viene dunque colto di sorpresa, morso alla testa e trascinato nei condotti di aerazione dalla creatura aliena, che nel breve tempo passato è cresciuta notevolmente, cambiando la pelle come un serpente. Dallas, deciso a spingere il mostro nella camera di compensazione ed espellerlo nel cosmo, entra nei condotti di aerazione monitorato da Lambert, ma viene raggiunto e assalito dall'alieno, mentre Ripley e il resto dell'equipaggio non possono fare altro che assistere impotenti alla sua fine. Lambert implora di fare esplodere la nave e fuggire con la scialuppa di salvataggio, ma Ripley, ora al comando, ordina di rimandare la fuga, dal momento che la scialuppa non può ospitare quattro persone.
Mentre cerca tra i file del computer di bordo un modo per eliminare l'essere, Ripley scopre che per una direttiva prioritaria segreta della Compagnia, Ash è incaricato di prendere in consegna l'alieno, nonché di proteggerlo a ogni costo (anche a scapito dell'equipaggio definito come "sacrificabile") fino all'arrivo sulla Terra, dove sarà studiato. Ash, ritenendo Ripley ormai una minaccia per il suo compito, tenta di ucciderla soffocandola, ma viene colpito più volte da Parker con un estintore finché non viene decapitato, rivelando così di essere un androide. Ripley, Parker e Lambert lo riattivano temporaneamente per cercare di avere risposte ai loro quesiti, ma ciò che ottengono non lascia buone speranze: secondo Ash, infatti, si tratterebbe di un "perfetto organismo" nato per uccidere, quasi del tutto privo di punti deboli, pietà ed emozioni e le possibilità di uscirne vivi sono pressoché nulle. Ripley decide dunque di seguire il suggerimento di Lambert e ordina l'abbandono della nave per fuggire con la scialuppa. Parker, furioso a causa delle ultime parole derisorie di Ash, brucia i suoi resti con un lanciafiamme.
Mentre Ripley recupera Jones, Parker e Lambert cercano di accumulare sufficienti bombole di refrigerante per tutti e tre, ma l'alieno li aggredisce e li uccide. Ripley sente le loro urla e cerca di raggiungere la loro postazione per aiutarli, ma arriva troppo tardi e trova i corpi dei suoi compagni smembrati. Ripley, ormai unica superstite, attiva l'autodistruzione della Nostromo e si reca con Jones verso la navetta di salvataggio, ma il mostro le blocca l'entrata. Quindi è costretta a lasciare la cassa con il gatto di fronte alla creatura e a tentare di annullare l'autodistruzione, ma non riesce nell'intento e MOTHER le concede solo cinque minuti per fuggire. Ripley, infuriata, distrugge il computer, colpendolo con il lanciafiamme, e si reca ad affrontare il mostro a qualsiasi costo. L'alieno, però, non è più davanti all'entrata della scialuppa e la cassa di Jones è rimasta dove l'aveva lasciata. Convinta che l'alieno si sia allontanato, Ripley entra nella scialuppa con il gatto e parte poco prima dell'esplosione della Nostromo.
Convinta di aver scampato il pericolo, Ripley si spoglia e si accinge a ibernarsi assieme a Jones nella vasca criogenica. Proprio mentre sta effettuando gli ultimi controlli, tuttavia si accorge con orrore che l'alieno si è insediato nella capsula mimetizzandosi in un angolo, dietro un groviglio di tubi. Ripley riesce comunque a mantenere il sangue freddo e ad indossare la tuta spaziale, per poi depressurizzare l'abitacolo in modo che la repentina fouriuscita dell'aria trascini all'esterno l'alieno. Tuttavia il mostro si avvicina al sedile di comando di Ripley per aggredirla. Ripley apre velocemente il portello della capsula e il mostro è così risucchiato fuori verso il cosmo, ma l’alieno ha ancora la forza e l’agilità di aggrapparsi al portello per tentare di risalire a bordo della capsula. Ripley gli spara, quindi, con una sorta di arpione, spingendolo fuori dalla capsula. L'alieno, allora, tenta ancora di evitare di finire proiettato nello spazio, aggrappandosi al tubo di scarico dei propulsori. A questo punto Ripley attiva il motore della capsula, bruciandolo e scaraventando finalmente i suoi resti nello spazio. Dopo aver registrato un rapporto in cui narra gli eventi accaduti, Ripley si iberna con Jones e riprende la rotta verso la Terra.

## Produzione

### Sviluppo

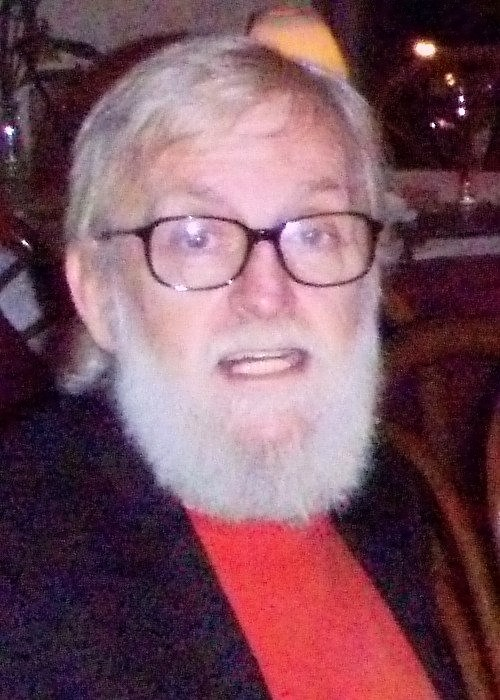
Lo sceneggiatore Dan O'Bannon

Mentre studiava cinema alla University of Southern California, Dan O'Bannon scrisse un racconto di fantascienza intitolato Dark Star in collaborazione con il regista John Carpenter e l'artista concettuale Ron Cobb. Alcuni anni dopo, O'Bannon iniziò a lavorare su una storia simile che però si focalizzasse maggiormente sull'horror: «Sapevo di volere fare un film horror su una nave spaziale con pochi astronauti a bordo», disse, «una sorta di Dark Star in chiave horror invece che comica». Ronald Shusett, nel frattempo, stava lavorando alla prima stesura di quello che divenne in seguito Atto di forza. Impressionato da Dark Star egli contattò O'Bannon e i due decisero di collaborare insieme ai loro progetti, scegliendo di lavorare al soggetto di O'Bannon che ritenevano meno dispendioso da realizzarsi. O'Bannon aveva scritto ventinove pagine di un copione intitolato Memory comprendente quella che sarebbe stata la scena iniziale di Alien: un gruppo di astronauti svegliati dall'ibernazione che scoprono come il loro viaggio sia stato interrotto a causa della ricezione di un segnale di soccorso da un pianeta ignoto. Tuttavia, a questo punto, O'Bannon non aveva ancora ben chiaro quale sarebbe stato il proseguimento della storia.
Poco tempo dopo lo sceneggiatore accettò di lavorare all'adattamento cinematografico di Alejandro Jodorowsky del romanzo Dune, progetto che lo trattenne a Parigi per un periodo di circa sei mesi. Sebbene il progetto alla fine fosse sfumato, servì a introdurre O'Bannon nella cerchia di artisti che gli fornirono l'ispirazione per il suo soggetto di fantascienza-horror. Egli conobbe infatti Chris Foss, H. R. Giger, e Jean "Moebius" Giraud. Nello specifico trovò particolarmente "disturbanti" i lavori di Giger: «I suoi dipinti ebbero un profondo effetto su di me. Non avevo mai visto nulla che fosse così orribile e meraviglioso allo stesso tempo. E così decisi di scrivere un copione su uno dei mostri di Giger». Fallito il progetto di Dune, O'Bannon tornò a Los Angeles e, insieme a Shusett, rimise mano alla sceneggiatura di Memory. Shusett suggerì che O'Bannon rispolverasse una delle sue vecchie idee, riutilizzando elementi di una sceneggiatura circa un gremlin che s'infiltrava su un bombardiere B-29 durante la seconda guerra mondiale, trasportando lo stesso concetto su un'astronave nel futuro. Il titolo di lavorazione del progetto divenne ora Star Beast, ma O'Bannon lo cambiò presto in Alien. Fu di Shusett l'idea che un membro dell'equipaggio venisse infettato da un embrione alieno, pensando che fosse una trovata interessante per giustificare la presenza del mostro a bordo della nave spaziale.
Nello scrivere il copione O'Bannon trasse ispirazione da svariate opere di fantascienza e horror. Affermò successivamente: «Non rubai Alien a nessuno in particolare. Lo rubai un po' da tutti!» La cosa da un altro mondo (1951) fornì l'idea di un gruppo di lavoratori messi alle strette da un alieno mortale in uno spazio claustrofobico. Il pianeta proibito (1956) diede a O'Bannon l'idea della nave spaziale atterrata su un pianeta sconosciuto, il cui equipaggio viene sterminato a uno a uno da una misteriosa creatura. Terrore nello spazio di Mario Bava (1965) contiene una scena nella quale i protagonisti della storia scoprono un gigantesco scheletro alieno; cosa che influenzò la scena nella quale tre membri dell'equipaggio del Nostromo trovano la carcassa di una creatura aliena nella nave spaziale in rovina. Però, nonostante le evidenti similitudini, sia O'Bannon sia Ridley Scott dichiararono nel 1979 di non avere mai visto prima Terrore nello spazio. Infine, lo stesso O'Bannon fece notare l'influenza di altre pellicole meno conosciute come Junkyard (1953), cortometraggio dove un gruppo di astronauti atterra su un asteroide e scopre una stanza piena di uova aliene, e Strange Relations di Philip José Farmer (1960).
Avendolo completato all'85% circa Shusett e O'Bannon presentarono il copione iniziale a diversi studios, descrivendolo come una sorta di "Lo squalo ambientato nello spazio". Furono in procinto di firmare un contratto con la compagnia di Roger Corman, quando un amico li segnalò Gordon Carroll, David Giler, e Walter Hill, che avevano formato una casa di produzione chiamata Brandywine, legata alla 20th Century Fox. O'Bannon e Shusett firmarono un accordo con la Brandywine, ma Hill e Giler non erano soddisfatti del copione e vi apportarono numerose modifiche. Ciò causò tensioni con gli autori, che ritenevano che Hill e Giler avessero molta poca esperienza in materia di fantascienza. O'Bannon minacciò di richiedere che il suo nome e quello di Shusett non venissero accreditati per la sceneggiatura, ma alla fine venne raggiunto un compromesso tra le due parti. Hill e Giler aggiunsero comunque sostanziali elementi alla storia, inclusa la presenza dell'androide Ash (ritenuta superflua da O'Bannon), poi definita da Shusett "una delle cose migliori nel film". In totale Hill e Giler fecero passare il copione attraverso otto revisioni, concentrandosi principalmente sul personaggio di Ash e rendendo i dialoghi più naturali e scorrevoli.
Nonostante le molteplici riscritture, la 20th Century Fox non era ancora ben sicura di volere finanziare un film di fantascienza. Tuttavia, dopo l'enorme successo di Guerre stellari nel 1977, lo studio accettò di produrre la pellicola. Il budget iniziale stanziato per l'opera fu di 4,2 milioni di dollari, poi raddoppiato dopo l'entrata di Ridley Scott nel progetto.
Dan O'Bannon e Ronald Shusett, autori del soggetto, avevano collaborato nei primi anni settanta con i disegnatori Chris Foss e Hans Ruedi Giger per il progetto mai avviato del film Dune con la regia di Alejandro Jodorowsky. Materiale e disegni furono riutilizzati per Alien. O'Bannon aveva scritto intanto un soggetto horror che aveva per scena un bombardiere americano della seconda guerra mondiale, trasposto nell'episodio B17 del film d'animazione Heavy metal (1980), idea embrione per Alien.
Lo scrittore di fantascienza A. E. van Vogt minacciò di intentare causa per plagio contro i realizzatori del film, accusandoli di avere tratto l'idea di Alien dal suo racconto del 1939 Discord in Scarlet (edito in Italia nel volume Crociera nell'infinito), in quanto da una lettura obbiettiva esistono diverse attinenze:
- la superiorità indiscussa del mostro sull'umano;
- le tecniche riproduttive dei due alieni che utilizzano entrambi un essere umano vivente come ospite;
- tanto nel film quanto nel racconto il mostro viene sconfitto venendo espulso, con l'inganno, nello spazio.

Fra le parti fu infine raggiunto un accordo economico.
Numerose idee narrative, atmosfere e scene, come quella in cui l'equipaggio della Nostromo rinviene i giganteschi resti di creature aliene, presentano delle evidenti analogie con il film Terrore nello spazio di Mario Bava, del 1965, di cui lo stesso Alien può definirsi un'acuta e raffinata reinterpretazione. Il soggetto, inoltre, ricorda molto da vicino quello del film Il mostro dell'astronave, diretto da Edward L. Cahn nel 1958, nel quale viene narrata la vicenda di un equipaggio d'astronave che dopo avere compiuto un salvataggio su Marte inizia il viaggio di ritorno verso la Terra del tutto inconsapevole di una presenza aliena a bordo.

### Regia

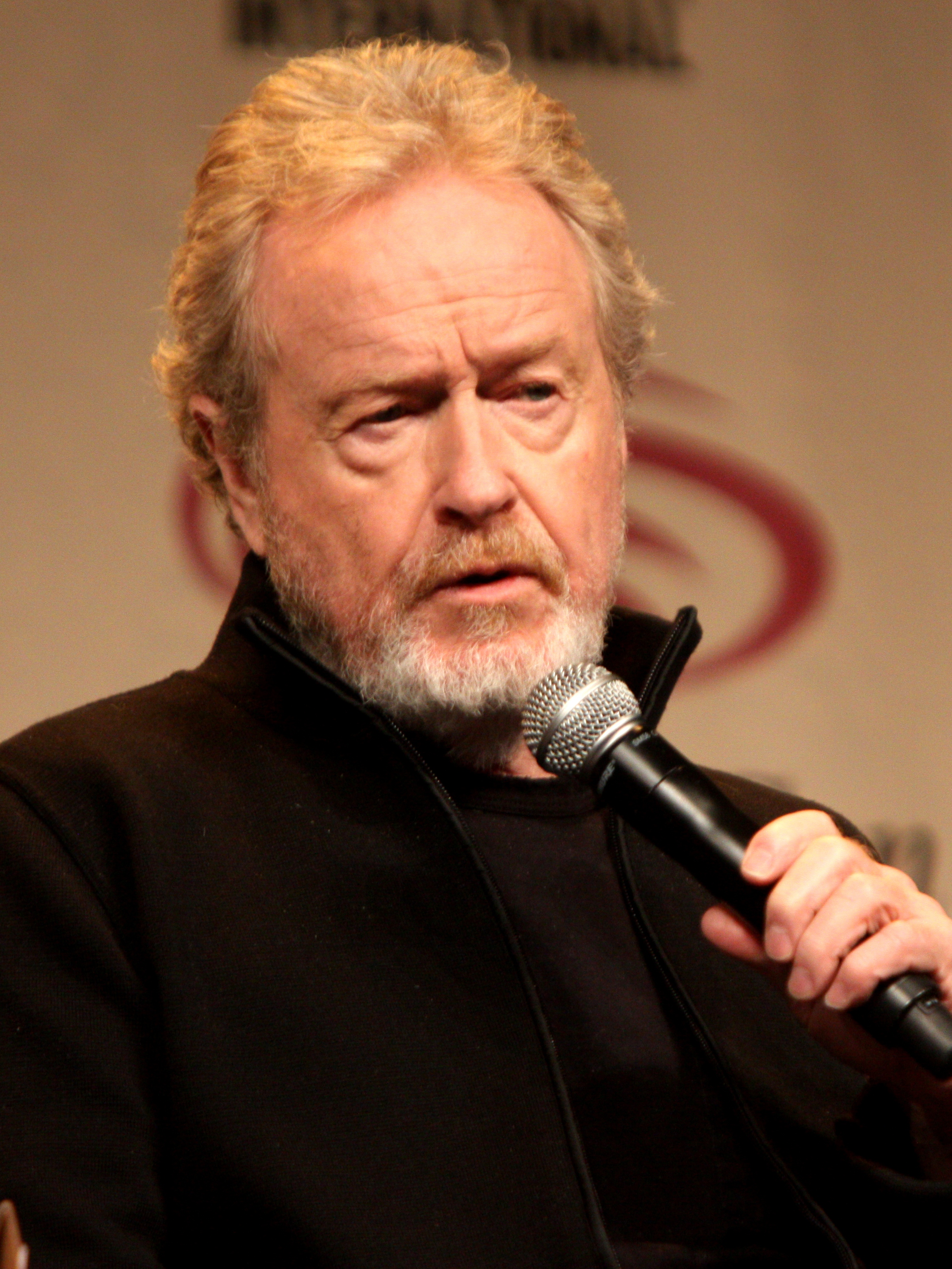
Il regista Ridley Scott

In origine si era pensato di fare dirigere il film a Robert Aldrich, ma fu scartato perché alla domanda su come avrebbe realizzato il momento in cui l'umano viene infettato dal parassita alieno, rispose che sarebbe bastato gettare un pezzo di carne cruda in faccia all'attore.
Originariamente Dan O'Bannon avrebbe voluto dirigere egli stesso Alien, ma la 20th Century Fox chiese invece a Walter Hill di essere il regista della pellicola. Hill declinò l'offerta a causa di altri impegni. Peter Yates, Jack Clayton, e Robert Aldrich furono altri nomi presi in considerazione per la regia, ma O'Bannon, Shusett, e la Brandywine sentivano che questi registi non avrebbero preso seriamente il progetto, trattandolo come una specie di B movie fantascientifico degli anni cinquanta. Giler, Hill, e Carroll erano rimasti favorevolmente colpiti dall'opera di esordio di Ridley Scott, I duellanti (1977), e gli offrirono la direzione di Alien, che egli accettò senza remore. Scott creò un dettagliato storyboard a Londra, e la 20th Century Fox aumentò il budget per il film dai $4,2 milioni iniziali a $8,4 milioni. Lo storyboard includeva il design dell'astronave e delle tute spaziali, rifacendosi a film quali 2001: Odissea nello spazio e Guerre stellari. Tuttavia il regista volle enfatizzare gli aspetti horror presenti in Alien rispetto al fantasy, descrivendo la sua idea del film come una sorta di "Non aprite quella porta fantascientifico".
O'Bannon presentò a Scott le opere di H. R. Giger; entrambi capirono che il suo dipinto intitolato Necronom IV era l'aspetto ideale che volevano per l'alieno del film, e chiesero allo studio di assumere l'artista come designer di scena. Inizialmente, la dirigenza della 20th Century Fox credeva che i lavori di Giger fossero troppo estremi per un pubblico generalista, ma la Brandywine insistette per il suo apporto al progetto. Scott volò a Zurigo per incontrarsi con Giger e illustrargli tutti gli aspetti del progetto Alien, chiedendo personalmente il suo coinvolgimento nell'opera.

### Casting
Il casting e le audizioni si tennero a New York e Londra. Con soli sette personaggi umani nella storia Scott volle scritturare attori dalla forte personalità in modo da potersi focalizzare maggiormente sull'energia dello stile visuale del film. Venne quindi assunta come direttrice del casting Mary Selway, che aveva già lavorato con Scott ne I duellanti, con il compito di provinare attori in Gran Bretagna, mentre Mary Goldberg si occupò del casting negli Stati Uniti. Nello sviluppare il soggetto Dan O'Bannon aveva prima descritto l'alieno, occupandosi in un secondo momento della psicologia dei personaggi. Lui e Shusett avevano pensato a un equipaggio genericamente maschile con la nota, però, che tutti i ruoli potevano esplicitamente essere "intercambiabili tra uomini e donne". Ciò concesse a Scott, Selway, e Goldberg la massima libertà nella scelta degli attori.
I principali componenti del cast sono:
- Tom Skerritt - Dallas, il comandante del Nostromo

Skerritt era stato contattato nelle fasi iniziali della lavorazione del film, ma aveva declinato l'offerta in quanto non era stato ancora deciso chi avrebbe diretto la pellicola e il budget stanziatovi era ancora scarso. Successivamente, quando Scott divenne il regista e il budget fu raddoppiato, Skerritt accettò il ruolo.
- Sigourney Weaver - Ten. Ellen Ripley, terzo ufficiale a bordo del Nostromo

La Weaver, già nota a Broadway come attrice teatrale ma relativamente sconosciuta al grande pubblico, impressionò Scott, Giler, e Hill con la sua audizione. Fu l'ultima tra gli attori del cast ad essere scritturata, e si sottopose a diversi provini sul set quando la maggior parte delle scenografie erano state già ultimate. La parte di Ripley fu il primo ruolo da protagonista in un film per la Weaver, e le fece guadagnare una nomination al premio Saturn Award per la miglior attrice e il premio BAFTA "alla migliore attrice debuttante".
- Veronica Cartwright - Lambert, timoniere del Nostromo

La Cartwright possedeva esperienza pregressa in film horror e di fantascienza, avendo recitato da bambina ne Gli uccelli (1963) e successivamente, nel 1978, in Terrore dallo spazio profondo. In origine avrebbe dovuto interpretare Ripley, e non venne informata del cambiamento di ruolo fino a quando giunse a Londra per la scelta del guardaroba di scena. Non le piaceva la fragilità del carattere del personaggio riassegnatole, ma accettò ugualmente la parte: «Mi convinsero che rappresentavo la paura del pubblico; ero un riflesso di quello che avrebbero provato gli spettatori in sala». Grazie alla sua performance, Cartwright vinse il  Saturn Award per la miglior attrice non protagonista.
- Harry Dean Stanton - Brett, ingegnere tecnico

La prima cosa detta da Stanton a Scott durante l'audizione fu che "non gli piacevano i film sci fi o di mostri". Scott rassicurò e convinse Stanton a partecipare al progetto assicurandogli che Alien sarebbe stato più un thriller alla Dieci piccoli indiani piuttosto che un film di mostri.
- John Hurt - Kane, secondo ufficiale esecutivo del Nostromo, viene infettato dall'alieno

Hurt era la prima scelta di Scott per il ruolo ma egli era impegnato a girare in Sudafrica durante la lavorazione di Alien, e fu quindi Jon Finch a essere scritturato nella parte di Kane. Tuttavia Finch si ammalò durante il primo giorno delle riprese e gli fu diagnosticata una grave forma di diabete, complicata da una bronchite acuta. Hurt si trovava a Londra in quel momento, il suo impegno nel film in Sudafrica era intanto sfumato, e poté quindi sostituire Finch. La performance gli fece guadagnare una nomination al premio BAFTA al miglior attore non protagonista. Fu l'unico attore del film a essere avvertito in anticipo della scena estremamente sanguinosa della "nascita" di Alien.
- Ian Holm - Ash, ufficiale scientifico del Nostromo che si rivela essere un androide

Ian Holm nel 1979 era già attivo in circa venti film, era l'attore di maggior esperienza sul set.
- Yaphet Kotto - Parker, ingegnere capo

L'afroamericano Kotto, venne scelto in parte per aggiungere una nota multietnica al cast e all'equipaggio del Nostromo.
- Bolaji Badejo - Alien, la creatura

Badejo, studente nigeriano di 26 anni, fu scoperto in un pub di Soho, a Londra, da un membro del casting, che lo segnalò a Ridley Scott. Essendo alto 208 cm e avendo arti lunghi ed esili, venne giudicato idoneo per vestire i panni dell'alieno. Gli stuntmen Eddie Powell e Roy Scammell interpretarono inoltre l'alieno in alcune scene.
Per assistere gli attori nella preparazione dei loro ruoli, Ridley Scott scrisse diverse pagine descrivendo la storia pregressa di ciascun personaggio.

### Riprese
Le riprese si svolsero nell'arco di quattordici settimane dal 5 luglio al 21 ottobre 1978. La maggior parte del girato ebbe luogo agli Shepperton Studios vicino a Londra, mentre i modellini e le miniature furono filmati ai Bray Studios di Water Oakley, Berkshire. I tempi di lavorazione furono ridotti a causa del basso budget e della pressione da parte della 20th Century Fox che voleva il prodotto finito entro i tempi prestabiliti. Una troupe di circa duecento tecnici e operai costruì i tre set principali del film: la superficie del pianeta alieno, gli interni del Nostromo, e la nave spaziale in rovina sul pianeta dove atterra il Nostromo. il direttore artistico Les Dilley creò i modellini in scala del pianeta e delle navi spaziali basandosi sui disegni di Giger. Tonnellate di sabbia, gesso, fibra di vetro, rocce, e ghiaia furono spedite allo studio per modellare la terra deserta del pianeta ostile, dove si sarebbero mossi gli attori nelle tute spaziali. Per le scene che mostravano gli esterni del Nostromo venne costruita in studio una gigantesca parte dell'astronave per dare il senso dell'immensità della stessa. Per interpretare il gatto Jones, mascotte del Nostromo, furono utilizzati quattro gatti diversi.
Originariamente il film avrebbe dovuto concludersi con la distruzione del Nostromo mentre Ripley fuggiva nella navicella di salvataggio Narcissus. Tuttavia Scott ebbe l'idea di aggiungere l'appendice nella quale lo xenomorfo ricompare sulla navicella, per cui Ripley si ritrova costretta a scontrarsi con lui. Il regista espose l'idea alla 20th Century Fox e negoziò un ulteriore incremento di budget per girare le scene aggiuntive. Scott avrebbe inoltre voluto concludere il film con la morte di Ripley e con l'alieno che annunciava il suo arrivo nello spazio aereo terrestre imitando la voce della donna, ma l'idea venne respinta dalla casa di produzione a causa del suo eccessivo pessimismo.

### Post-produzione
Il lavoro di montaggio e post-produzione richiese venti settimane di tempo per il suo completamento. Terry Rawlings eseguì materialmente il montaggio in collaborazione con il regista, avendo già lavorato in precedenza con Scott ne I duellanti. Scott e Rawlings montarono il film mantenendo una certa lentezza di fondo, per creare suspense nei momenti più tesi e coinvolgenti della storia.
La scena più famosa che venne tagliata dalla versione finale del film era pensata durante la fuga di Ripley dall'astronave. Nella scena si imbatteva in Dallas e Brett, che erano stati parzialmente racchiusi in bozzoli dall'alieno. O'Bannon aveva concepito la scena per indicare come Brett stesse per diventare un contenitore per le uova del mostro, mentre Dallas era tenuto in vita come una "sorta di cibo per la creatura aliena". La scena venne eliminata, perché non appariva abbastanza realistica e perché rallentava il ritmo del film. Tutta la sequenza venne recuperata e inserita nella versione "Director's Cut" del 2003.
Il gatto Jones riappare all'inizio del film Aliens - Scontro finale. Assieme a Ripley e all'androide Bishop (Aliens - Scontro finale e Alien³) Jones è, dunque, uno dei tre personaggi che compaiono per più di un episodio nella serie.

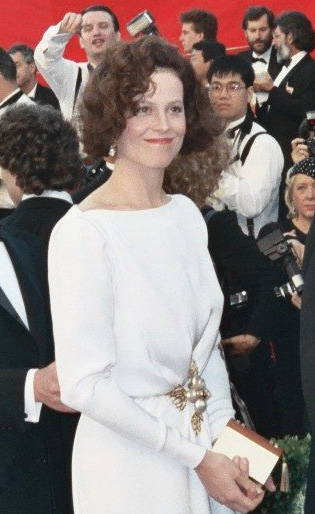
Sigourney Weaver, protagonista del film e dei tre sequel

L'immagine che Ridley Scott ha scelto per la creatura aliena è stata opera dell'artista svizzero Hans Ruedi Giger, il quale riprende una sua famosa scultura. Per le scene a figura intera dell'alieno, si tratta di una maschera indossata da uno studente nigeriano dalla statura superiore ai due metri. Lo strato nebbioso che ricopre le uova dell'alieno è stato realizzato con attrezzatura presa in prestito da un concerto degli Who. Nella versione originale in lingua inglese il nome del computer di bordo è "Mother" mentre nella versione italiana è stato latinizzato in "Mater".
Per la scena della "nascita" del nuovo alieno dal corpo di Kane, gli attori (tranne Hurt) non erano stati informati, perché le loro reazioni fossero più che naturali. Ridley Scott avrebbe voluto che il film si concludesse con la morte di Ripley. L'alieno si sarebbe quindi seduto ai comandi della navicella e avrebbe parlato alla Terra attraverso la voce del Capitano Dallas. L'ipotesi fu bocciata dai produttori, che volevano un finale meno cupo.
Ripley originariamente doveva essere interpretata da Veronica Cartwright. Il ruolo di Ripley era stato offerto a Meryl Streep, che però rifiutò la parte, pensando che si trattasse semplicemente di un altro film horror.

### Le creature
Le creature protagoniste della serie hanno caratteristiche peculiari che le rendono efficaci predatori, estremamente difficili da contrastare. Il loro aspetto è variabile, nella forma perfetta hanno una postura eretta con braccia e gambe ma al contempo hanno l'aspetto degli artropodi; le loro dimensioni sono superiori a quelle umane; sono in grado di strisciare e correre a quattro zampe. Il loro cranio è di forma oblunga, allungato verso la schiena. Possiedono una bocca munita di zanne affilate e una lingua retrattile, dotata a sua volta di mandibola e mascella dentate, in grado di scattare e mordere la preda con forza simile a quella di un proiettile e hanno una coda che termina con un'appendice affilata. La pelle è nera e liscia, e non possiedono occhi visibili.
Il corpo degli Alien conferisce loro sorprendenti doti di agilità e velocità; la loro forza è due volte quella umana e la loro pelle è provvista di doti mimetiche, permettendo agli alieni di occultarsi nel buio e confondersi fra le tubature e i condotti caratteristici degli spazi in cui si annidano (la tetralogia di Alien è ambientata su di navi spaziali e basi con strutture dotate di simili caratteristiche); possono scalare qualsiasi superficie con facilità e attaccano spesso dall'alto. Possono inoltre resistere a temperature elevatissime (nonostante rifuggano il fuoco), al freddo e agli acidi. Ash spiega a Ripley che lo strato epiteliale esterno, per un processo biologico complesso, si trasforma in "silicone polarizzato", che li rende estremamente resistenti alle condizioni climatiche avverse. Gli Alien rifuggono gli elementi minacciosi e dunque non attaccano frontalmente o apertamente ma attendono il momento giusto per tendere un agguato al loro bersaglio o colpirlo alle spalle; sono dotati, infatti, di una notevole capacità strategica e adattiva, caratteristica dei predatori nel regno animale. Il loro sangue è composto da "acido molecolare", un acido potentissimo, in grado di sciogliere qualsiasi tipo di materiale in pochi secondi, eccezion fatta per i loro tessuti, rappresentando uno degli ostacoli più significativi alla loro eliminazione.
Il ciclo riproduttivo completo degli Alien si conosce nei film successivi. Il compito principale degli Alien è quello di procurare le vittime per essere parassitate per la riproduzione. In assenza di ciò si comportano come feroci predatori, uccidendo e divorando ogni essere vivente di altre specie.

## Colonna sonora
Il film è caratterizzato da un approccio musicale particolare, dovuto al compositore statunitense Jerry Goldsmith, veterano delle colonne sonore, nome spesso collegato al cinema di genere fantascientifico o horror. Goldsmith, autore eclettico, versatile e attento a sottolineare con le sue composizioni ogni sottile sfumatura drammatica presente nelle pellicole, aveva inizialmente elaborato per Alien una partitura mista, con il proposito di unire episodi musicali di sapore tardo romantico (in uno stile che si colloca idealmente a metà strada tra Debussy e Mahler), a pagine decisamente più avanguardistiche, sperimentali e atonali. Questa seconda parte più innovativa è caratterizzata da una sofisticata ricerca timbrica: all'orchestra sinfonica di tipo classico si aggiungono strumenti inusuali, come il dispositivo elettronico chiamato echoplex (che consente di fare echeggiare a lungo singoli suoni ed evoca così l'idea di ambienti enormi e dai confini indistinguibili), o rari strumenti acustici provenienti dal folclore (in particolare orientale). In assenza di facili riscontri melodici, questo approccio musicale suggerisce con efficacia l'idea di un freddo e spaesante ambiente, alieno e ostile.

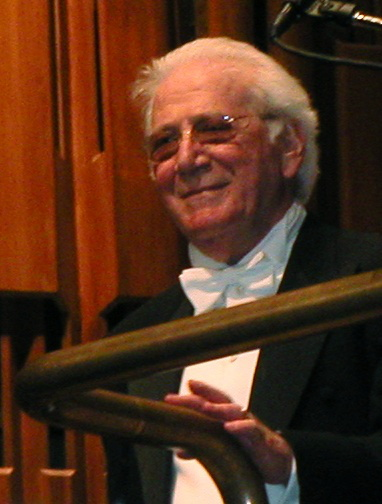
Jerry Goldsmith

Ridley Scott (in parte influenzato dal montatore Terry Rawlings, desideroso di mantenere nella pellicola brani provvisori di musica preesistente, da lui utilizzati nella fase di montaggio) ritenne preferibile enfatizzare soprattutto le composizioni di stampo più avveniristico e moderno, e chiese pertanto a Goldsmith di ridurre al minimo le pagine di musica sinfonica tradizionale, introducendo al posto ulteriori nuove composizioni del secondo tipo.
Nel montaggio finale la musica del film ha subito ulteriori interventi, questa volta senza il coinvolgimento del compositore. In particolare, durante lo scorrimento dei "titoli di coda" è stata usata una porzione della Sinfonia n. 2 "Romantica" di Howard Hanson, mentre in alcuni momenti d'azione sono stati recuperati vecchi brani che Goldsmith aveva composto quindici anni prima, per il film di John Huston Freud - Passioni segrete (1960). Il musicista non apprezzò questi cambiamenti arbitrari sul suo lavoro, e dichiarò in più di un'occasione di ritenere detestabile l'esperienza artistica vissuta con Scott e Rawlings, sebbene nel 1985 sia tornato a collaborare con entrambi per il film Legend, pure in questo caso non senza incidenti, che culminarono con la sostituzione della partitura di Goldsmith nell'edizione americana del film. La crisi collegata alla realizzazione della partitura di Alien è ben descritta e documentata nelle interviste rilasciate dal musicista, dal regista e dal montatore Rawlings, e presenti negli inserti speciali dell'edizione in DVD di Alien, dov'è anche possibile ascoltare su piste sonore isolate le due differenti versioni della partitura del film. Ridley Scott in queste interviste ha dichiarato di essersi sempre rammaricato delle tensioni sorte con l'autore delle musiche, e ha riconosciuto l'alta qualità e il merito del lavoro di Goldsmith, sottolineando lo speciale apporto, in termini di tensione e di smarrimento, che viene attribuito dalle musiche alle sequenze del film.
La colonna sonora di Alien è divenuta punto di riferimento per molte altre partiture degli anni successivi, destinate in particolare al cinema di fantascienza o horror, a cominciare dai sequel di questo film. In Aliens - Scontro finale, per esempio, si ascoltano alcune pagine ricavate proprio da brani di Goldsmith scritti per il primo film. L'utilizzo dell'echoplex è presente in quasi tutti gli episodi successivi e rappresenta una specie di "logo" musicale caratteristico della serie.
Nel 2008 l'intera partitura musicale, eseguita sotto la direzione d'orchestra di Lionel Newman dalla National Philharmonic Orchestra di Londra, è stata pubblicata negli Stati Uniti dall'etichetta discografica specializzata in musica per cinema Intrada, in un doppio CD contenente tutti i brani di Goldsmith, anche quelli esclusi nella versione finale del film.

## Distribuzione
Il film è uscito nelle sale cinematografiche statunitensi il 25 maggio 1979 e nel Regno Unito il 6 settembre. In Italia, invece, è uscito il 25 ottobre.

### Edizione italiana
La versione italiana del film è stata curata da Roberto De Leonardis e il doppiaggio venne eseguito presso la International Recording con la collaborazione della C.V.D. sotto la direzione di Mario Maldesi. Per l'edizione home-video della director's cut del 2003 sono state inserite delle scene inedite doppiate dalla C.D. Cine Doppiaggi sotto la direzione dello stesso Maldesi ma con i nuovi dialoghi curati da Mario Paolinelli.

### Edizione home video
A testimonianza dell'interesse che il film continua a incontrare presso il pubblico è il nutrito numero di versioni che continuano a uscire nel circuito home video. A una versione in DVD del 1999 di ottima qualità e con un notevole apporto di materiale extra, è seguita nel 2003 la Special Edition su due dischi che ha proposto entrambe le edizioni del film, quella cinematografica del 1979 e la director's cut. Il film è anche disponibile in cofanetto con gli altri componenti la serie: Alien Legacy del 2000 e Alien Quadrilogy composto da nove DVD o, la più recente, Alien Anthology da 6 Bluray. Il 2005 ha visto l'uscita del film nella versione in UMD.
Molto esteso il numero di prodotti che gravitano intorno al film. Si va dalla locandina del film di recente proposta in versione tridimensionale, alle action figure, alle statue, busti della creatura di ogni genere disponibili anche in scala 1:1 e in versioni realizzate sotto la supervisione di Giger e da lui autografate, maschere in lattice, videogiochi, fino ad arrivare ai peluche della creatura. In concomitanza con l'uscita del film nelle sale da ricordare anche l'omonimo romanzo scritto da Alan Dean Foster e il fumetto Alien: the illustrated Story.

## Accoglienza

### Incassi
Costato 11 milioni, ha incassato complessivamente 108591169 $, comprese le successive riedizioni.

### Critica
All'epoca della sua diffusione nelle sale, il film ha riscontrato dei pareri e giudizi misti, alcuni negativi, come da parte dei critici della rivista Variety (Leonard Maltin e altri) e da Claudio Asciuti. Roger Ebert, nel programma televisivo Sneak Previews, disse "In pratica è solo un'intergalattica casa stregata genere thriller ambientato all'interno di un'astronave" e lo pose tra i film di fantascienza che erano giudicati i più deludenti rispetto a Guerre stellari, Incontri ravvicinati del terzo tipo e 2001: Odissea nello spazio.
Nel corso degli anni però, il film divenne più apprezzato dalla critica, elogiandone soprattutto il realismo e ambientazione unica. Su Rotten Tomatoes il film ha il 93% di critica positiva con un voto medio di 9,1 su 10 basato su 203 recensioni; il consenso critico del sito recita "Un classico moderno, Alien riunisce fantascienza, horror e brulla poesia in un impeccabile complesso.". Nel 2003 il critico Roger Ebert, nonostante avesse dato un giudizio poco favorevole al film in passato, collocò Alien nella sua colonna di "film grandiosi" definendolo come uno dei più influenti film d'azione moderni, lodandone l'atmosfera, la stesura e le ambientazioni.
Nel 2008 fu inserito al 33º posto della "Lista dei 500 film più grandi di tutti i tempi" della rivista cinematografica Empire.
Per il Dizionario Mereghetti è «uno dei capolavori della fantascienza, teso, angosciato e vagamente metafisico». Per il Dizionario Morandini «È un thriller fantascientifico con componenti di horror e suspense che conta poco per quel che dice, ma che lo dice benissimo, grazie a un apparato scenografico di grande suggestione e a un ritmo narrativo infallibile».
OndaCinema lo inserisce tra le pietre miliari del cinema scrivendo che «esplorando paure e desideri repressi nell'inconscio [...] Alien interpreta il nesso del terrore psicofisico come solo i grandi capolavori del body horror hanno saputo fare».

## Riconoscimenti
- 1980 - Premio Oscar
  - Migliori effetti speciali a Hans Ruedi Giger, Carlo Rambaldi, Brian Johnson, Nick Allder e Denys Ayling
  - Candidatura per la migliore scenografia a Michael Seymour, Leslie Dilley, Roger Christian e Ian Whittaker
- 1980 - Golden Globe
  - Candidatura per la migliore colonna sonora a Jerry Goldsmith
- 1980 - Premio BAFTA
  - Migliore scenografia a michael Seymour, Leslie Dilley, Roger Christian e Ian Whittaker
  - Migliore sonoro a Derrick Leather, Jim Shields e Bill Rowe
  - Candidatura per il miglior attore non protagonista a John Hurt
  - Candidatura per la miglior attrice debuttante a Sigourney Weaver
  - Candidatura per i migliori costumi a John Mollo
  - Candidatura per il miglior montaggio a Terry Rawlings
  - Candidatura per la migliore colonna sonora a Jerry Goldsmith

- 1980 - Saturn Award
  - Miglior film di fantascienza
  - Migliore regia a Ridley Scott
  - Miglior attrice non protagonista a Veronica Cartwright
  - Candidatura per la miglior attrice protagonista a Sigourney Weaver
  - Candidatura per la miglior sceneggiatura a Dan O'Bannon
  - Candidatura per il miglior trucco a Pat Hay
  - Candidatura per i migliori effetti speciali a Brian Johnson e Nick Allder
- 1980 - Grammy Award
  - Candidatura per la miglior colonna sonora a Jerry Goldsmith
- 1980 - Premio Hugo
  - Migliore rappresentazione drammatica a Ridley Scott, Dan O'Bannon e Ronald Shusett
- 1979 - British Society of Cinematographers
  - Candidatura per la miglior fotografia a Derek Vanlint
- 1979 - Festival Internazionale del Cinema di San Sebastián
  - Conchiglia d'oro per la miglior fotografia e ai migliori effetti speciali
- 2007 - International Film Music Critics Award
  - Migliore ripresa di una colonna sonora già esistente a Jerry Goldsmith, Douglass Fake, michael Matessino, Nick Redman e Joe Sikoryak
- 2012 - Online Film & Television Association
  - Miglior film

## Altri media

### Sequel
- 1986: Aliens - Scontro finale di James Cameron
- 1992: Alien³ di David Fincher
- 1997: Alien - La clonazione di Jean-Pierre Jeunet

### Prequel
- 2012: Prometheus di Ridley Scott
- 2017: Alien: Covenant di Ridley Scott

### Midquel
- 2024: Alien: Romulus di Fede Álvarez (ambientato durante gli eventi tra il primo e secondo film).

### Crossover
Le vicende degli Alien si intrecciano con quelle dei Predator nei seguenti film:
- 1990: Predator 2 (nella lotta finale tra il tenente Mike Harrigan e uno yautja all'interno della navicella è presente il teschio di uno xenomorfo).
- 2004: Alien vs. Predator di Paul W. S. Anderson
- 2007: Aliens vs. Predator 2 dei Fratelli Strause

### Sequel apocrifo
Nel 1980, il regista italiano Ciro Ippolito realizzò un sequel apocrifo del film, intitolato Alien 2 - Sulla Terra, sfruttandone così il titolo a fini di cassetta, operazione consentita poiché il titolo "Alien" non era ancora mai stato registrato come marchio.

## Versioni alternative
Del film esiste una versione Director's cut rimasterizzata con tecnologia digitale e distribuita negli Stati Uniti il 31 ottobre 2003 in occasione del 25º anniversario. In questa versione compaiono delle scene tagliate nella prima edizione. In realtà, come scrive lo stesso Scott nelle note del DVD, quella originale va considerata in tutto e per tutto la "sua" versione. Quella nuova va considerata solo un'occasione per vedere sequenze precedentemente tagliate dallo stesso Scott - in particolare la scena in cui Ripley scopre dei bozzoli con il capitano Dallas ancora vivo che la supplica di ucciderlo (scena poi ripresa da un'analoga nel seguito Aliens - Scontro finale e in Alien vs. Predator) - per motivi soprattutto di ritmo.